# 岳樂
岳樂（转写：Yolo；1625年—1689年），一名岳洛。清太祖之孫，饒餘郡王阿巴泰第四子。清初正蓝旗宗室、親王。

## 經歷
初封奉恩輔國公，順治五年襲奉恩鎮國公。六年（1649年），晉封多羅貝勒。八年（1651年），晉封多羅安郡王，掌理工部事務，入議政王大臣會議。十年（1653年），授宣威大將軍，駐軍歸化城，進討喀爾喀部土謝圖汗、車臣汗，隨後喀爾喀投降入貢，班師。十二年（1655年）授宗人府左宗正，掌宗人府事。十四年（1657年）晉封和碩安親王。
康熙十三年（1674年）三藩之亂起，耿精忠進犯江西，康熙帝授岳樂為定遠平寇大將軍率軍南下平亂。十八年（1679年）十一月，被召回京師，移交大將軍印綬予彰泰。十九年（1680年）正月，康熙帝下詔褒獎岳樂大功。抵達京師時，康熙帝至蘆溝橋南二十里迎接，行郊勞禮。二十年（1681年），仍掌宗人府事。二十七年（1688年）偕同簡親王雅布前往蘇尼特統籌防禦噶爾丹。
康熙二十八年（1689年）二月病逝，諡和。三十九年（1700年）貝勒諾尼攻訐岳樂掌管宗人府時，聽信讒言，冤枉諾尼不孝罪成，岳樂被取消諡號、降爵為安郡王。
根据《汤若望传》记载，顺治帝发觉自己身染天花后，一度想把皇位传给安亲王岳乐，征求汤若望意见。汤若望认为，幼主临朝固然要影响政局，但帝系的转移也会引发新的危机，于是力劝顺治帝把储君之位仍然留给顺治帝自己的儿子。

## 家庭
- 父饒餘郡王阿巴泰。
- 嫡福晋博尔济吉特氏 （父扎薩克貝勒董戴淸）
  - 第一子他塔海
  - 第二子德素
  - 第一女
  - 第三子阿达海
- 继福晋纳喇氏 （轻车都尉达尔呼他之女）
  - 第二女和硕柔嘉公主（嫁耿聚忠，其女嫁納蘭揆敘）
- 三继福晋赫舍里氏 （辅政大臣、一等公索尼之女）
  - 顺治朝，赫舍里氏参加选秀，为记名秀女，遂经指婚，成为岳乐的三继福晋[3]
  - 第十四子玛尼，生于康熙元年（1662年）九月
  - 第十五子玛尔珲 （康熙二十九年袭安郡王，安慤郡王）
    - 第四子:华玘 （康熙四十九年袭安郡王，安节郡王）
      - 嗣子:锡贵
        - 奇昆 （乾隆四十三年袭辅国公）
          - 第三子:崇积（ 乾隆四十七年袭辅国公）

        - 岱英
          - 布兰泰 （嘉庆十年袭辅国公）
            - 第四子:恒明 （道光元年袭辅国公）
              - 第三子:裕恪 （咸丰十一年袭辅国公）
                - 第二子:意普 （同治十二年袭辅国公）

  - 第十一女
  - 第十三女
  - 第十五女
  - 第十七子奉恩镇国公景熙（经希）
  - 第十八女
  - 第十八子已革多罗勤郡王蕴端，善诗词，共一子，1671-1704
  - 第十九女
  - 第十九子吴尔占（乌尔占、务尔占）已革固山贝子，党附允禩黜宗室，共二子，1672-1724。
    - 永年（长子，重名）
    - 德恒（次子）

  - 第二十子赞扎
  - 第二十二女
  - 第二十三女

- 侧福晋吴喇汉哲尔门氏
  - 第四女
  - 第五女
  - 第七女 （和硕额附明尚之妻，女儿郭络罗氏嫁康熙帝第八子胤禩）
  - 第十七女
- 侧福晋乌亮海济尔莫特氏
  - 第十二子布乃
- 庶福晋刘氏
  - 第三女
  - 第六子青盛
  - 第六女
  - 第十三子僧保
- 庶福晋卞氏
  - 第四子阿裕锡
- 庶福晋周氏
  - 第五子阿弼达
  - 第九子
  - 第十六女
  - 第二十女
- 庶福晋博尔济吉特氏
  - 第七子图兰塞
  - 第十子
  - 第十女
- 庶福晋张氏
  - 第八子塞楞额 （封三等輔國將軍），嫡妻贾佳氏（父正蓝旗汉军、兵部尚书賈漢復）。
  - 第十一子艾滋
  - 第十六子塞布礼 （封三等輔國將軍，緣事革退）
  - 第十二女
- 庶福晋纳喇氏
  - 第九女
- 媵妾詹氏
  - 第八女
- 媵妾俞氏
  - 第十四女
- 媵妾张氏
  - 第二十一女